# ラーメン物語
ラーメン物語（ラーメンものがたり）はカートプロモーションが主催する舞台。2007年3月28日から4月1日の間、築地ブディストホールで公演されていた。キャッチコピーは「至高のラーメンを作る人々、それを食べ心温まる人々」。

## 物語
東京で奇抜なアイディアと女性店員の美しさで評判のラーメン店が、ある事をきっかけに真の「東京しょうゆラーメン」を追求することを決意する。至高のラーメンの完成とラーメン店の運命を描いたハートフルコメディである。

## 出演

### スタッフ
- 制作：柿崎裕治
- 演出：山口美砂
- 脚本：樹山梨於
- 監督：辰巳次郎
- 照明：田向澄男
- 音響：柳原健二
- 美術：青木拓也
- 協力：銀座「萬福」
- 企画・制作：カートプロモーション

### キャスト
- 竹内凛
- 鵜飼真帆
- 桐山ゆみ
- 清水浩智
- 紺谷みえこ

- 吉村啓史
- 斎藤健二
- 柳鶴英雄
- 金沢あずさ
- 小川大悟

- 堂島有沙
- 竹島由夏
- 畠山由美子
- 平賀絵里
- 伊藤つかさ